# КВ-8
КВ-8 (Объект 228) — советский тяжёлый огнемётный танк периода Второй мировой войны.

## История
Работы по оснащению танка началась в ноябре 1941 года на Челябинском тракторном заводе. Конструкторы: А. К. Малинин, Г. А. Манилов и С. В. Федоренко. Они решили разместить огнемёт поршневого типа АТО-41 в башне КВ-1 на месте спаренного пулемёта. Но при основательных габаритах огнемёта его было невозможно установить с сохранением штатной 76,2-мм пушки. По этой причине решили заменить последнюю 45-мм орудием образца 1932/38 года и замаскировать его тонкий ствол ложным кожухом, имитирующим ствол калибра 76,2 мм. Танк получил индекс КВ-8. Испытания на полигоне в Кубинке прошли 29 декабря 1941 года. С принятием на вооружение КВ-1с стал выпускаться на его базе под индексом КВ-8с. В производстве с февраля 1942 года по февраль 1943. Данные об их выпуске приведены в статьях о КВ-1 и КВ-1с.

## Организация
Огнемётные танки КВ-8 и ОТ-34 входили в отдельные батальоны огнемётных танков. Летом 1942 года было сформировано пять отдельных огнеметно-танковых батальонов (оотб), а затем осенью ещё одиннадцать. Отдельный батальон огнемётных танков по штату вначале включал в себя две роты КВ-8 (10 танков) и одну роту ОТ-34 (9 ОТ-34, 1 Т-34 и 1 Т-34 в управлении батальона). С 1943 года практически только две роты ОТ-34/ОТ-34-85 и одна Т-34/Т-34-85. Кроме того, в качестве средства усиления сформировали 235-ю отдельную огнеметно-танковую бригаду РВГК (оотбр) трехбатальонного состава — единственную огнеметную танковую бригаду РККА в Великой Отечественной войне, которая имела 59 танков, в том числе 36 огнемётных КВ-8.

## Модификации
После прекращения выпуска КВ-1 огнемётный КВ-8С строился на базе КВ-1С, при этом ёмкость резервуара уменьшилась, а боекомплект пушки увеличился до 114 выстрелов, кроме того танк получил новый огнемёт — АТО-42. Танк получил индекс КВ-8С, масса его — 43т, экипаж — 5 человек.

### Продолжение серии
В дальнейшем был создан опытный танк КВ-12.

## Боевое применение
Огнеметные танковые батальоны и полки использовали в основном при атаке укрепленных полос и населенных пунктов для поражения живой силы противника и уничтожения его огневых средств в укрытиях и укрепленных сооружениях, при этом они придавались стрелковым частям. В.И. Чуйков приводит пример действий огнеметного танка в городе при обороне Сталинграда осенью 1942 года: «Вытащили с поля боя три подбитых танка: один огнеметный и два средних. Их отремонтировали, и я решил ошеломить противника, с утра 29 октября пустить в контратаку три танка и 50 стрелков. Направление контратаки — стык между дивизиями Смехотворова и Гурьева по Самаркандской улице, где противник почти вплотную подобрался к Волге. Контратака началась рано утром, перед рассветом. Ее поддерживала артиллерия с левого берега и полк «катюш» полковника Ерохина. Захватить большое пространство не удалось, однако результаты получились внушительные: огнеметный танк сжег три вражеских танка, два средних — подавили противника в двух траншеях, где тотчас же закрепились наши стрелки».
В ходе контрнаступпения под Сталинградом в конце 1942 года отличились 235-я отдельная огнеметно-танковая бригада и 512-й отдельный огнеметно-танковый батальон. 235-я огнеметная танковая бригада, сформированная летом 1942 года в Люблино под Москвой, в сентябре 1942 года направлена на Сталинградский фронт, где её батальоны участвовали в боях на территории завода «Красный Октябрь», в боях по уничтожению 6-й армии Паулюса. 12 декабря 1942 года командование Сталинградского фронта направило 235-ю огнеметно-танковую бригаду и 87-ю стрелковую дивизию в помощь 51-й армии под Котельниково для отражения наступления группировок Манштейна и Гота. В ходе Котельниковской операции 14 декабря 1942 года в районе Верхне-Кумского 235-я огнеметно-танковая бригада вместе с 234-м танковым полком уничтожила около 50 танков противника, 30 орудий, другую технику, более 500 вражеских солдат и офицеров. Затем она участвовала в завершении Сталинградской операции. За мужество и отвагу, проявленные личным составом, бригада переименована в 31-ю гвардейскую отдельную огнеметно-танковую бригаду. После переформирования под Москвой и получения новой техники она участвовала в освобождении городов Изюм, Барвенково (почетные наименования «Барвенковские» получили тогда 31-я гвардейская отдельная огнеметно-танковая бригада и 517-й отдельный огнеметно-танковый батальон). Павлоград, Днепродзержинск, Запорожье.
В 1943 году в боях под Таганрогом и Мариуполем хорошо показал себя 516-й отдельный огнеметно-танковый батальон, а в боях за Евпаторию в апреле 1944 года — 512-й отдельный огнеметно-танковый батальон (среди прочих частей получил наименование «Евпаторийский»). А после освобождения Новгорода в январе 1944 года почетное наименование «Новгородский» получили 500-й, 501-й, 502-й и 503-й отдельные огнеметно-танковые батальоны.
Для уменьшения потерь среди экипажей огнеметных танков были разработаны специальные огнестойкие костюмы.